# Janus Theeuwes
Adrianus Cornelis Theeuwes, detto Janus (Gilze en Rijen, 4 aprile 1886 – Tilburg, 7 agosto 1975), è stato un arciere olandese.

## Palmarès

### Olimpiadi
- 1 medaglia:
  - 1 oro (Anversa 1920 nel Target Archery 28 metri a squadre)